# María Martín Barranco
María S. Martín Barranco (Motril) es una escritora y divulgadora española especialista en género e igualdad que escribe sobre el lenguaje inclusivo. Su trayectoria ha sido reconocida por la Confederación Andaluza de Asociaciones de Madres y Padres del Alumnado por la Educación Pública (Codapa).

## Biografía
Martín es licenciada en Derecho por la Universidad de Granada. Posteriormente cursó un postgrado de especialidad en Intervención Social con Perspectiva de Género y experta en Medios de Comunicación, conflictos y derechos humanos, ambos por la Universidad de Castilla-La Mancha.
En 2019, publicó su primer libro, titulado Ni por favor ni por favora, que ofrece pautas para expresarse de forma inclusiva y sin discriminar a nadie. Al año siguiente, en 2020, publicó Mujer tenías que ser, donde analiza el lenguaje sexista y resalta los valores del feminismo. En la obra, señala que el lenguaje actual es propaganda del machismo.
En 2022, publicó Punto en boca, un ensayo sobre el sexismo en el lenguaje y donde resalta que las palabras que usamos no son neutras.
Tiene experiencia como divulgadora en temas de género en España y Latinoamérica. También ha participado como colaboradora en medios de comunicación.
Desde 2013, Martín dirige EVEFem, una escuela de formación feminista presencial y en línea.

## Reconocimientos
En junio de 2022, el programa de Martín Con acento de mujer emitido en Radio y Televisión de Andalucía (RTVA) fue uno de los ganadores en los XIX Premios Codapa que otorga la Confederación Andaluza de Asociaciones de Madres y Padres del Alumnado por la Educación Pública (Codapa). Esta asociación reconoció también la trayectoria de la escritora. Ese mismo año, fue reconocida por su trayectoria en la investigación del lenguaje inclusivo con el premio Francisco Javier de Burgos del año 2021, siendo premiada también en esa edición la dramaturga y poeta Gracia Morales.
En febrero de 2025, la Tertulia Feminista les Comadres le concede el premio Comadre de Oro por su incansable trabajo reivindicando la importancia del buen uso del lenguaje, es decir, con perspectiva feminista. 

## Obra
- 2019 – Ni por favor ni por favora: cómo hablar con lenguaje inclusivo sin que se note (demasiado). Catarata. ISBN 978-84-9097-682-1.[12]
- 2020 – Mujer tenías que ser: la construcción de lo femenino a través del lenguaje. Catarata ISBN 978-84-1352-057-5.[13]
- 2022 – Punto en boca: (esto no es un manual de lenguaje inclusivo). Catarata ISBN 978-84-1352-398-9[14]
- 2023 – La desfachatez machista. Catarata.[15]